# Pristimantis festae
O Pristimantis festae é uma espécie de anuro da família Craugastoridae, sendo nativa do Equador. A espécie é encontrada nas encostas dos Andes equatorianos, próximo a fronteira com a Colômbia, na província de Sucumbíos, entre as altitudes de 2 360 e 3 700. Seu habitat são as florestas de páramos, sub-pámaros e montanhosas. Pode ser encontrado durante o dia debaixo de rochas e troncos em pastagens ou páramos. Como todos os indivíduos do género Pristimantis, possui desenvolvimento direto, sem precisar da água. Sua maior ameaça é a atividade agrícola, mas a maior parte da sua área de distribuição está contida em parques nacionais.